# Chrysops chaharicus
Chrysops chaharicus är en tvåvingeart som beskrevs av Chen och Quo 1949. Chrysops chaharicus ingår i släktet Chrysops och familjen bromsar. Inga underarter finns listade i Catalogue of Life.